# 仏ヶ浦

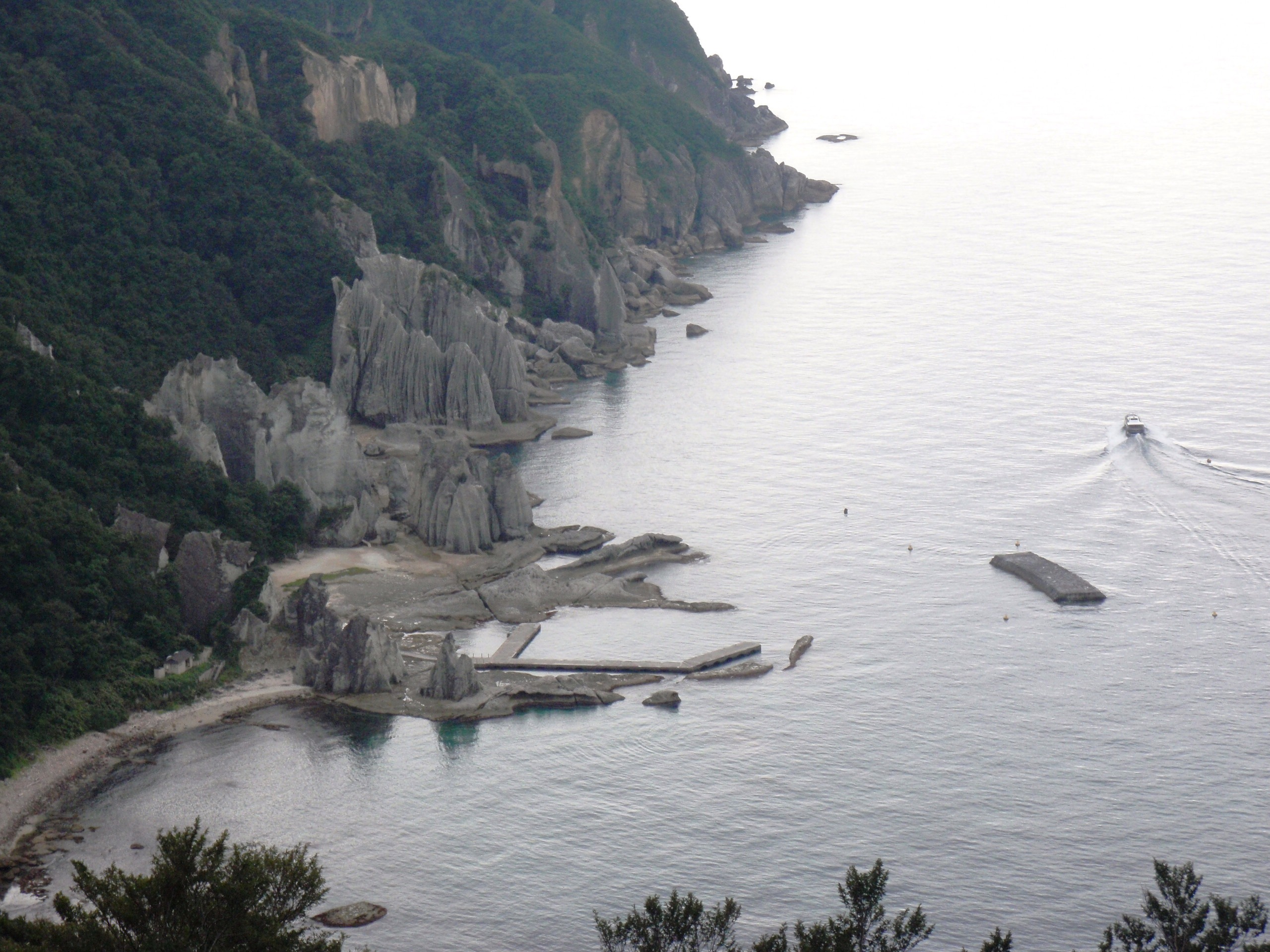
仏ヶ浦遠景。北側の国道338号より撮影。

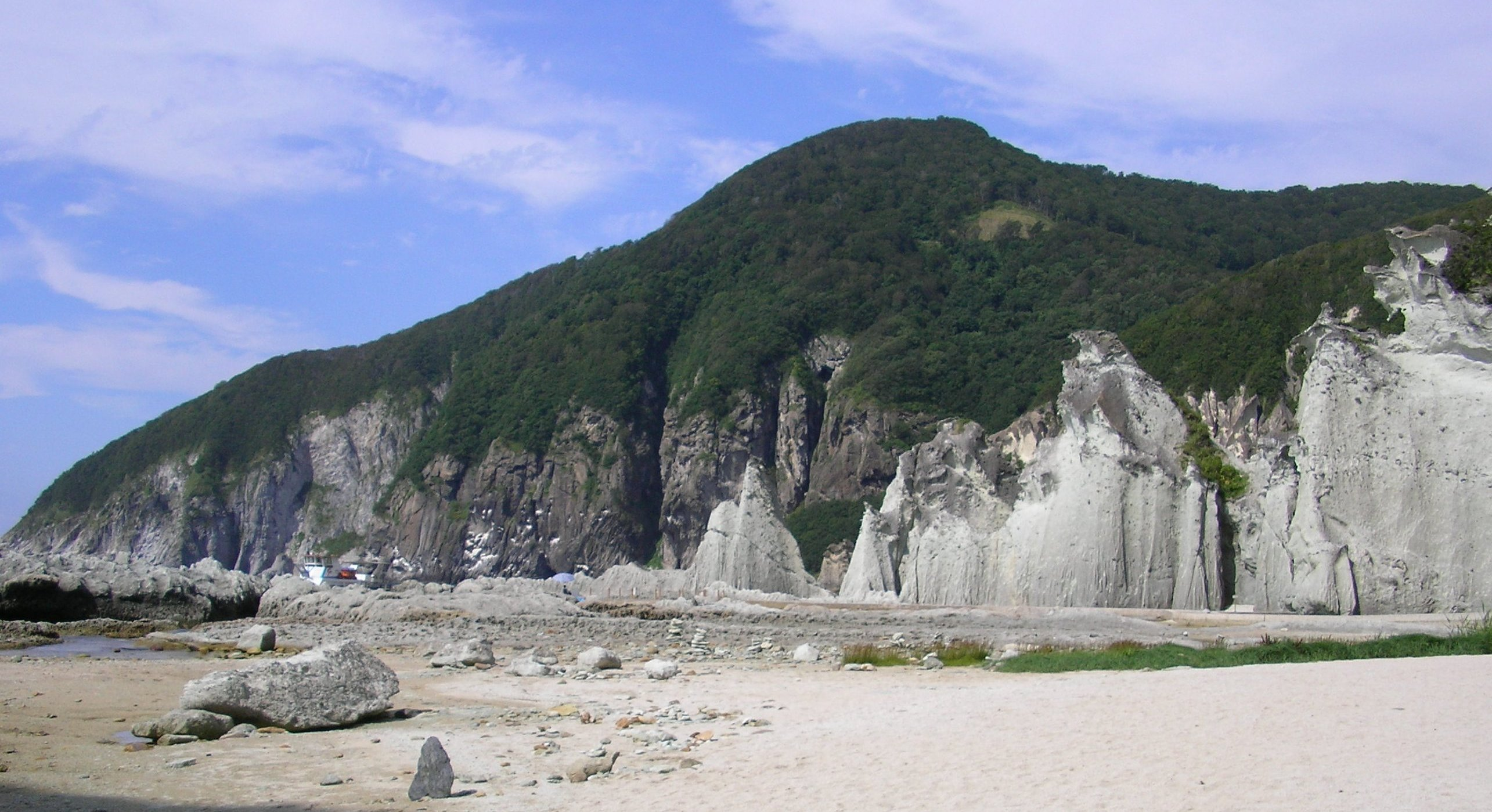
極楽浜から北方を望む。中央の断崖が五百羅漢

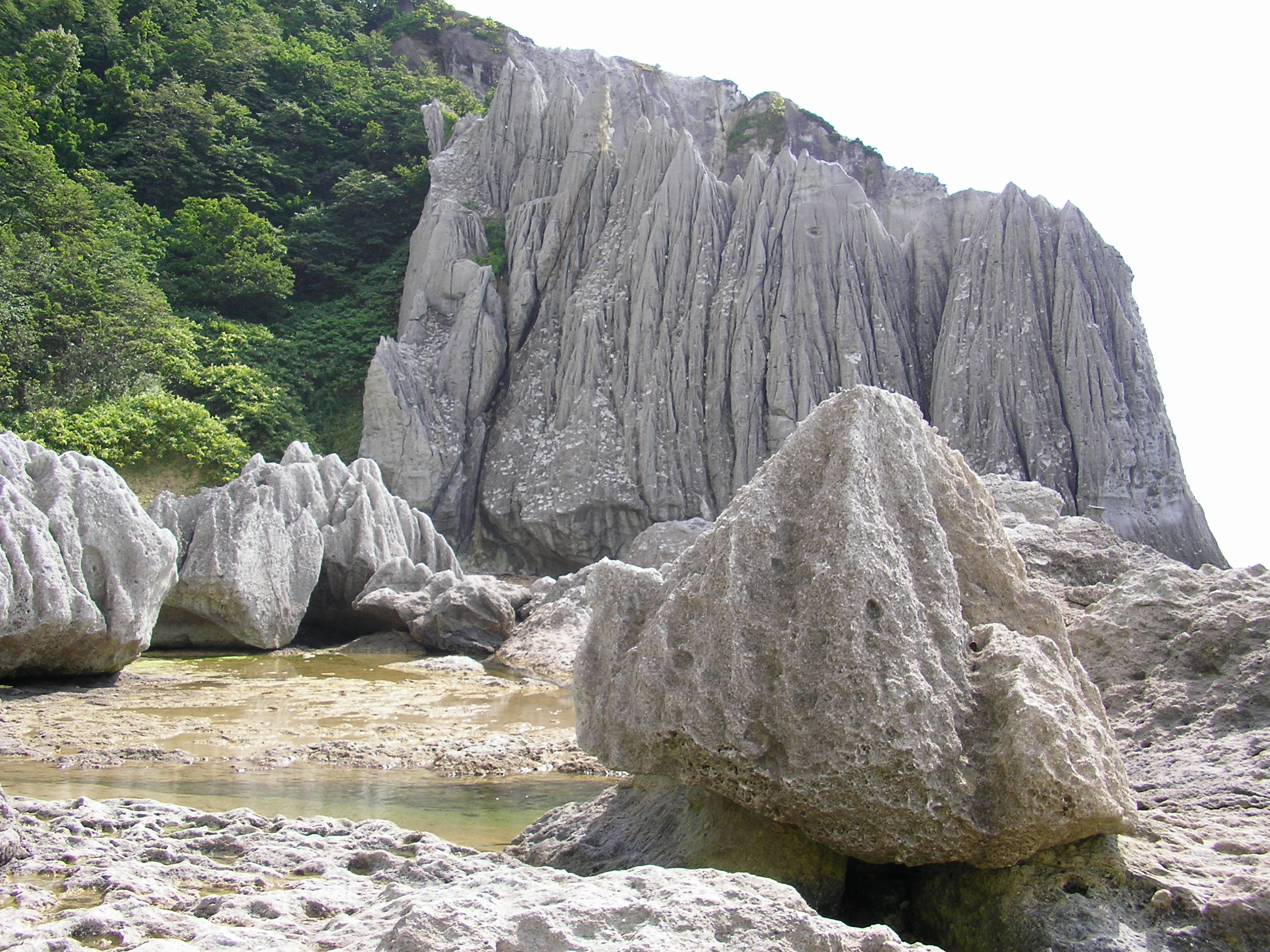
蓮華岩

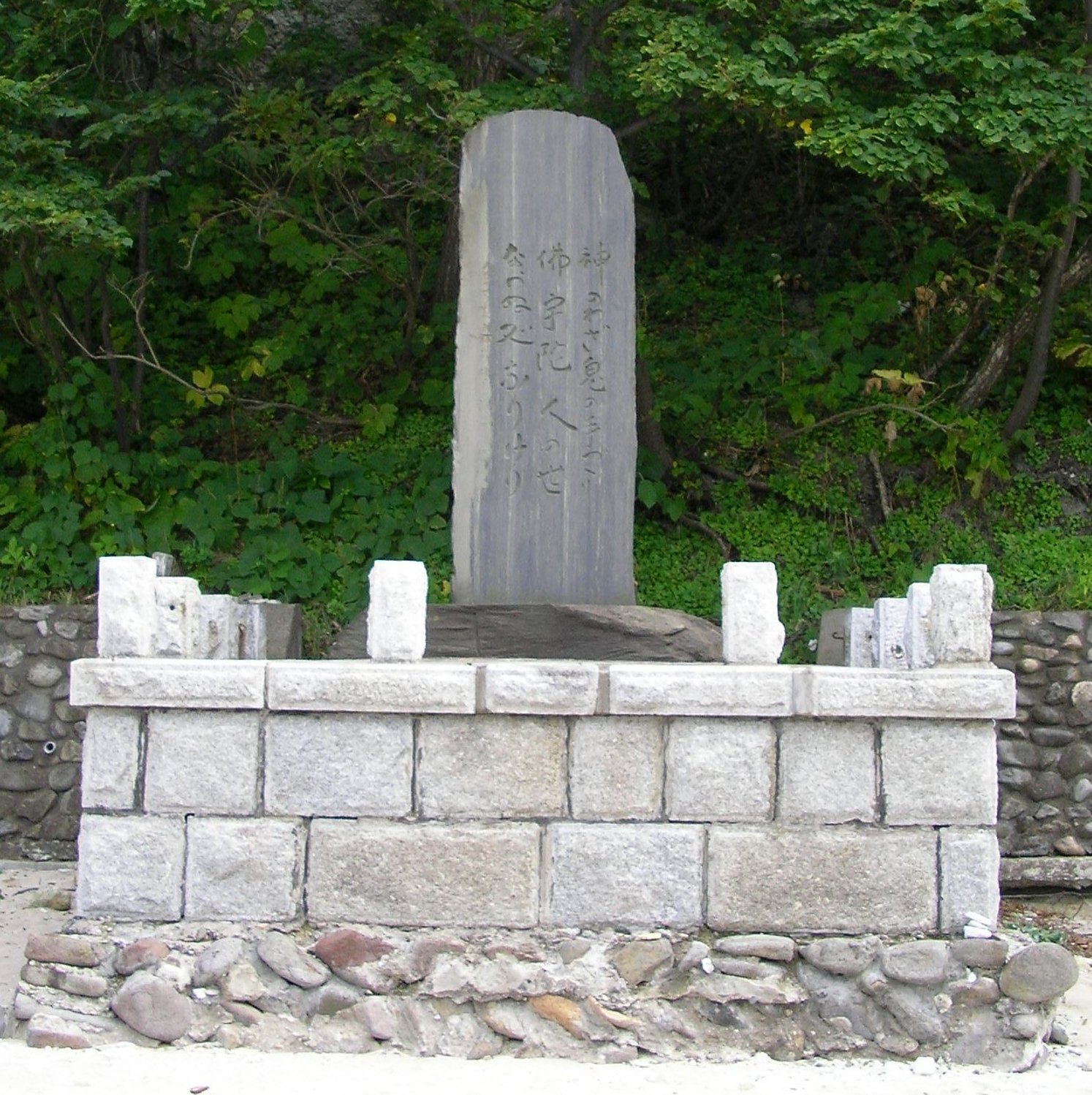
大町桂月歌碑。極楽浜に立つ

仏ヶ浦（ほとけがうら）は、青森県下北半島西岸の下北郡佐井村南部に所在する景勝地。古くは仏宇陀（ほとけうた、ほとけうだ）と称した。国の名勝および天然記念物に指定されている。

## 概要
陸奥湾口の平舘海峡に面した峻険な海岸沿いに2キロメートル以上に亘り、奇異な形態の断崖・巨岩が連なる海蝕崖地形。
1500万年前に海底火山から噴出した火山灰が押し固められ、それが雨や波で削り取られて形成された。緑色凝灰岩を主とする。それぞれの奇勝には、浄土のイメージを重ねて「如来の首」「五百羅漢」「極楽浜」などの名が与えられている。90メートルを超える断崖もあるなど陸上から近付くのが困難な土地で、長らく地元民のみに知られる奇勝であった。
文人で、登山家・紀行家としても日本各地に足跡を残した大町桂月は、1922年（大正11年）9月に下北半島を訪れた際、仏ヶ浦を見て強い感興を覚え、「神のわざ　鬼の手つくり仏宇陀　人の世ならぬ処なりけり」の和歌をもってその奇観を賞した。のちにこの歌を刻んだ歌碑が仏ヶ浦の岸に建てられている。仏ヶ浦が世に広く知られるようになったのは桂月の紹介によるものである。また、宗教家の青木慈雲は霊界の入口であるとした。
1934年（昭和9年）に青森県天然記念物、1941年（昭和16年）4月23日には「仏宇陀（仏ヶ浦）」として国の名勝および天然記念物に指定され、1968年（昭和43年）には下北半島国定公園の一部となった。更に1975年（昭和50年）には周辺の海域が仏ヶ浦海中公園に指定されている。1991年（平成3年）、観光船の接岸を目的に小規模な桟橋が建設された（仏ヶ浦港）。
1989年（平成元年）に日本の秘境100選、2007年（平成19年）に日本の地質百選に選定された。
海岸沿いに展開する長大な景観であり、海上からでなければその全体像は把握できない。佐井村佐井港およびむつ市脇野沢港からの観光船が一般的な交通手段である。付近を通る国道338号からは、100メートル以上の高低差がある急峻な地形で車道を通せず歩道のみが海岸に通じる。アクセスのための無料駐車場があり、そこからの階段で所要約15分。ただし、その距離と高低差は思った以上であることを覚悟しておく必要があり、足腰に不安の高齢者や車椅子では近付くことはできない。野生の熊にも注意が必要。

## 航路
複数の旅客定期航路がある。
- 佐井 - 仏ヶ浦 - 牛滝（4月〜10月、佐井定期観光）[6]
- 佐井 - 仏ヶ浦（4月〜10月、仏ヶ浦海上観光）[6]
- 脇野沢 - 仏ヶ浦（4月〜10月、下北半島西岸航路（むつ市営））[6]

このほか牛滝 - 仏ヶ浦間では4月〜10月に「夢の海中号」の旅客定期航路がある。また、佐井港および脇野沢港へは、青森駅近くよりシィライン株式会社の運航する高速船が出ており、2008年（平成20年）には新船が投入されている。